# مانت‌ایگل (تنسی)
مانت‌ایگل (به انگلیسی: Monteagle) شهری در ایالت تنسی کشور ایالات متحده آمریکا است که جمعیت آن در سرشماری سال ۲۰۱۰ میلادی، ۱٬۱۹۲ نفر بوده‌است.